# Јуен Лунг
Јуен Лунг (元朗) град је у Кини у региону Хонгконг. Према процени из 2009. у граду је живело 660.575 становника.

## Становништво
Према процени, у граду је 2009. живело 660.575 становника.
| 1990.   | 2000.   | 2009    |
| ------- | ------- | ------- |
| 229.724 | 449.070 | 660.575 |